# 2072 Kosmodemyanskaya
2072 Kosmodemyanskaya eller 1973 QE2 är en asteroid i huvudbältet som upptäcktes den 31 augusti 1973 av den ryska astronomen Tamara Smirnova vid Krims astrofysiska observatorium på Krim. Den har fått sitt namn efter Ljubov Kosmodemjanskaja.
Asteroiden har en diameter på ungefär fyra kilometer.